# Hotzenhaus
Das Hotzenhaus (oder Hotzenhof) ist eines der typischen Schwarzwaldhäuser, wie sie besonders im Hotzenwald im südlichen Schwarzwald in vergangenen Jahrhunderten Verwendung fanden. Das Hotzenhaus ist ein Eindachhaus, das heißt, das ganze Wohnhaus und das Ökonomiegebäude – die Stallungen und die Scheune – sind alle unterer einem einzigen Dach vereint. Menschen, Tiere, das Erntegut, die Werkzeuge so wie das übrige ganze Hab und Gut der Bewohner verbergen sich unter der mächtigen Dachkonstruktion. Erhaltene Hotzenhäuser sind der Klausenhof in Herrischried und das Zechenwihler Hotzenhaus in Murg-Niederhof.

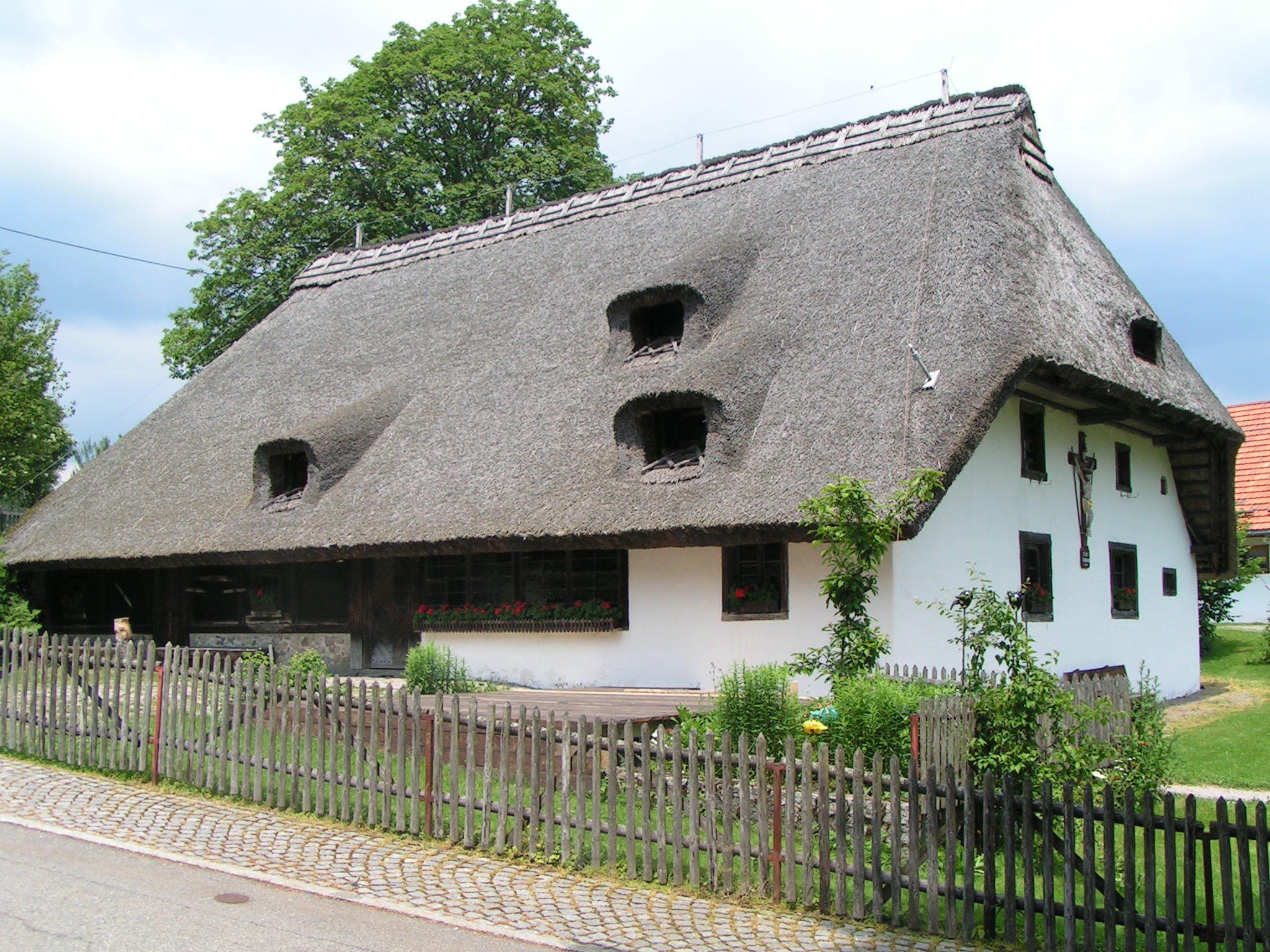
Klausenhof

## Konstruktion
Charakteristisch für das Hotzenhaus ist die Firstsäule und der rund um das Haus geführte Umgang, das sogenannte Schild.

## Dach
Das traditionelle Walmdach ist als Schutz vor der Witterung bis tief zum Erdboden heruntergezogen. Im Gegensatz zum Schwarzwälder Vogtsbauernhof steht das Hotzenhaus meist parallel zum Hang. Das Haus hatte ursprünglich auch keinen Kamin, der Rauch der ursprünglich noch offenen Feuerstelle passierte die Rauchkammer, räucherte dabei ganz nebenbei das dort aufgehängte Fleisch, den Schinken, Würste und Speck und stieg durch die Decke zum Dachboden, dort trocknete er zusätzlich noch das gelagerte Heu und hielt nicht zuletzt auch noch das Holz der Dachkonstruktion über Jahrhunderte vor Holzpilzen und anderen Schädlingen konserviert. Durch das Stroh der Dachhaut entwich der abgekühlte Rauch großflächig nach außen. 
Das änderte sich allerdings wesentlich im 19. und 20. Jahrhundert, als in den meisten Häusern langsam aber sicher Küchenherde und auch Kachelöfen eingebaut wurden, der Rauch durch den Kamin kanalisiert wurde. Zusätzlich wurde so manches Walmdach mit Giebel ausgestattet, um so im oberen Stockwerk zusätzlichen Wohnraum zu gewinnen. Stroh als Dachbedeckung wurde durch Schindeldächer oder später auch durch viel schwerere Ziegelsteine ersetzt. Deshalb musste meist die Balkenkonstruktion nachträglich verstärkt werden, denn der Winddruck kann auf den Schwarzwaldhöhen sehr hoch sein. Die ältere Walmdachform bot dem Wind wohl am wenigsten Angriffsfläche, wenn zusätzlich die Schmalseite des Hauses der Wetterseite zugewandt war und auch dem Haus nahe stehende Bäume selbst noch als Windbrecher halfen.
Um die Alltagsarbeit des Bauern ein wenig zu erleichtern, kann in den meisten Schwarzwaldhäusern mit der Ernte auf einer Rampe bis ins Dachgeschoss, dem Heustock eingefahren werden, die Hanglage macht solche Konstruktion oft noch wesentlich leichter möglich. Das Tierfutter und Einstreu konnten so von oben direkt in den Stall eingeworfen werden, der Misthaufen (Miststock) stand unmittelbar vor dem Haus.

## Beheizung

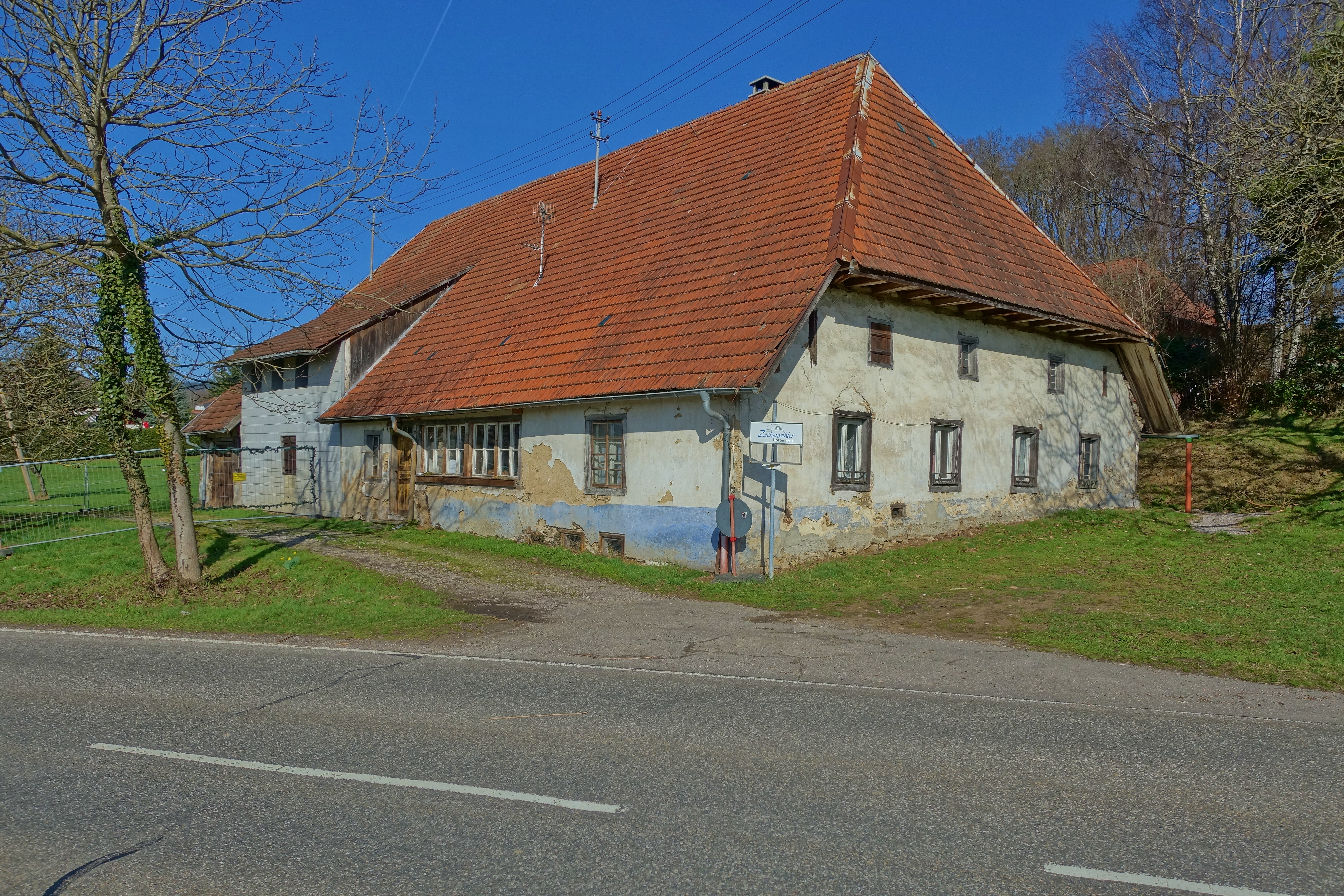
Zechenwihler Hotzenhaus

Nur in der Rauchküche wurde zum Kochen und heizen gefeuert, von hier wurde später auch noch der Kachelofen in der Stube – das Ess- und Wohnzimmer, im Winter aber hauptsächlich auch das wichtige Arbeitszimmer (die Heimarbeit musste die Bauernfamilien miternähren), beheizt. Die Schlafkammern im Obergeschoss bekamen durch die dünne Holzdecke mit zahlreichen Fugen von der Wärme ihren Anteil, nicht selten nutzte man entsprechend auch die aufsteigende Wärme von den Tieren im Stall. Der sogenannte Schild, ein Gang zwischen Außenwand und Wohnbereich, diente als zusätzliche Isolation und Wetterschutz.
Wegen ihrer stabilen und praktischen Einfachheit und Robustheit wurden die charakteristischen Hotzenhöfe gerne auch außerhalb des Hotzenwaldes gebaut, bei aller Bescheidenheit waren es trotzdem keine Sitze für Kleinhäusler, sondern eher stolze Höfe (Hotzenhof). Die karge Berglandwirtschaft brachte erst in der Ergänzung durch Heimarbeit und Handwerk (Holzbearbeitung, Textil) einen bescheidenen Wohlstand, das Erbrecht (jeweils nur der jüngste Sohn erbte den Hof) verhinderte die fortlaufende Aufteilung der Güter. Diese Bauernhäuser standen stolz und einsam mitten in der Landschaft und zum nächsten Nachbar war es oft weiter als man sehen konnte. Die älteren Geschwister wanderten entweder aus oder blieben als Knechte und Mägde am Hof.

## Leben der Bauern
Im Vergleich zu den hochalpinen Bergbauern in der Schweiz, Vorarlberg und Tirol und lebten die Schwarzwälder Bergbauern im relativen Wohlstand, so dass sie sich während des Sommers noch die Bergbauernkinder als billige Hilfsarbeitskräfte leisten konnten (Schwabenkinder).
Der aufkommende Tourismus und die fortschreitende Industrialisierung im 19. Jahrhundert veränderten auch im Schwarzwald zunehmend den Lebensstil und damit auch die Architektur der Häuser im Schwarzwald. Das Hotzenhaus, das einmal eine gewisse Wirtschaftskraft und damit auch einen bescheidenen relativen Wohlstand in deren Umgebung repräsentierte, wurde entweder angepasst und umgebaut oder mit der Zeit zum heruntergekommenen Armenhaus. Die wenigen bis heute verbliebenen authentischen Hotzenhöfe sind entweder Heimatmuseen oder drohen zu verfallen.

## Begriffsabgrenzung
Der weit verbreitete Familienname Hotz (oder Hotze) wurde früher oft auch den Hofbewohnern gegeben, deren Häuser (oder Höfe) dann anderswo wieder als Hotzenhäuser (oder Hotzenhöfe) benannt wurden, ohne gerade genau so sein zu müssen, wie es einst die ursprünglichen Schwarzwaldhäuser aus dem Hotzenwald waren.